# Szetijel Abramow
Szetijel Siemionowicz Abramow (ros. Шетиель Семёнович Абрамов; ur. 11 listopada 1918 w Derbencie, zm. 14 maja 2004 w Moskwie) – radziecki wojskowy i geolog, Bohater Związku Radzieckiego (1945).

## Życiorys
Był górskim Żydem. Od 1920 mieszkał w Pietrowsku (obecnie Machaczkała), do 1937 skończył 10 klas szkoły, później pracował jako sekretarz w Ludowym Komisariacie Rolnictwa Dagestańskiej ASRR, jednocześnie do 1941 studiował geologię w Instytucie Naftowym w Groznym.
Od lipca 1941 służył w Armii Czerwonej, w grudniu 1941 ukończył przyśpieszony kurs wojskowej szkoły piechoty w Groznym, był dowódcą plutonu piechoty w Północnokaukaskim Okręgu Wojskowym. Od kwietnia 1942 uczestniczył w wojnie z Niemcami jako dowódca plutonu w składzie 897. pułku strzelców Frontu Południowo-Zachodniego, 23 maja 1942 został ciężko ranny i do lipca 1942 leczył się w szpitalu w Nowoczerkasku. Od sierpnia do listopada 1942 dowodził plutonem 207. pułku strzelców, w sierpniu-wrześniu 1942 walczył na Froncie Stalingradzkim, a w październiku-listopadzie 1942 Południowo-Zachodnim, 28 listopada 1942 został ponownie ciężko ranny, leczył się do lutego 1943. Od kwietnia 1943 do maja 1945 był dowódcą kompanii, zastępcą dowódcy i dowódcą batalionu 246. gwardyjskiego pułku strzelców, od kwietnia do października 1943 walczył na Froncie Południowo-Zachodnim, od października 1943 do czerwca 1944 na 3. Ukraińskim, a od czerwca 1944 do maja 1945 1. Białoruskim, brał udział m.in. w wyzwoleniu Donbasu i operacji zaporoskiej, w walkach w rejonie Krzywego Rogu, w operacji nikopolsko-krzyworoskiej, bieriezniegowato-snigiriowskiej, odeskiej i brzesko-lubelskiej, w walkach na przyczółku warecko-magnuszewskim, w operacji warszawsko-poznańskiej, pomorskiej i berlińskiej. W październiku 1943 został ranny. Szczególnie wyróżnił się podczas operacji warszawsko-poznańskiej, w której 7 lutego 1945 był ranny. 19 lutego 1945 podczas walk o Poznań przejął dowodzenie batalionem po rannym dowódcy, uczestniczył w walkach o cytadelę poznańską, zadając Niemcom duże straty. Otrzymał za to tytuł Bohatera Związku Radzieckiego. 
W lipcu 1945 został skierowany na studia do Akademii Wojskowej im. Frunzego, jednak w czerwcu 1946 zwolniono go do rezerwy w stopniu majora. W 1949 ukończył geologię w Instytucie Naftowym w Groznym, w którym następnie pracował jako starszy laborant, asystent, starszy wykładowca, adiunkt (1955–1959), kierownik katedry (1959–1970) i ponownie adiunkt (1970–1992) katedry geologii ogólnej. Jednocześnie 1965–1968 był dziekanem wydziału wieczorowego, a 1976–1984 wydziału geologii badawczej. Mieszkał w Groznym, a od 1993 w Moskwie.

## Odznaczenia
- Złota Gwiazda Bohatera Związku Radzieckiego (31 maja 1945)
- Order Lenina (31 maja 1945)
- Order Czerwonego Sztandaru (11 lutego 1945)
- Order Wojny Ojczyźnianej I klasy (dwukrotnie, 29 sierpnia 1944 i 11 marca 1985)
- Order Wojny Ojczyźnianej II klasy (25 lipca 1944)
- Order Czerwonej Gwiazdy (9 sierpnia 1943)
- Medal „Za zwycięstwo nad Niemcami w Wielkiej Wojnie Ojczyźnianej 1941–1945”
- Medal „Za obronę Stalingradu”
- Medal „Za wyzwolenie Warszawy”
- Medal „Za zdobycie Berlina”
- Medal „Weteran pracy”